# Rodolfo Banchelli
Rodolfo Banchelli (Firenze, 16 dicembre 1958) è un cantautore e ballerino italiano.

## Biografia
Inizia la sua carriera come ballerino di rock acrobatico, e con questa qualifica vince un titolo europeo e due titoli mondiali. Nel 1978 è protagonista del film Rock 'n' Roll di Vittorio De Sisti, una commedia sentimentale ambientata nel mondo delle competizioni di ballo.
Nel frattempo si avvicina alla musica, e nel 1983 vince insieme con Silvia Conti il Festival di Castrocaro con la canzone Invece no, guadagnandosi l'ammissione al Festival di Sanremo dell'anno successivo.
Alla manifestazione presenta nella sezione Nuove Proposte il brano Madame, che pur non accedendo alla finale ottiene un buon riscontro di vendite.
Banchelli fa ritorno al Festival nel 1985 con la canzone Bella gioventù, che viene eliminata dalla gara e non bissa il successo dell'anno prima.
Anche nel 1997 partecipa al Festival di Sanremo, come autore del brano Voglio un Dio, interpretato da Petra Magoni, accompagnata dallo stesso Banchelli.
Negli anni seguenti ha condotto alcune trasmissioni su circuiti televisivi regionali della Toscana.
Nel 2021 partecipa alla seconda edizione di The Voice Senior.
Nel 2022 pubblica con la label Music Universe a.c. il singolo La mia droga qual è, brano che gli permette di rientrare nei circuiti radiofonici italiani ed esteri.
Con il singolo Ho perduto un po' di me, anch'esso pubblicato e diffuso da Music Universe a.c. a settembre del 2023, apre le porte all' album Uomini che vedrà la luce nel marzo 2024.

## Discografia

### Singoli
- 1982 - Storia Pazza/Te con me (KinderGarten Records, K 45284)
- 1984 - Madame/Invece no (Dischi Ricordi, SRL 10996)
- 1984 - Un uomo per te/Non mi fermerò (Dischi Ricordi, SRL 11010)
- 1985 - Bella gioventù/People Out of Place (Dischi Ricordi, SRL 11016)
- 1987 - Facce/Icchè Vu Vole'e (Polydor)
- 1993 - Momenti (RTI Music)
- 2022 - La tua droga qual è (Music Universe a.c.)
- 2023 - Ho perduto un po' di me (Music Universe a.c.)

### Album
- 1987 - Guerra (Polydor, 526000-1)
- 1993 - Un c'è verso (RTI Music, 1032-2)